# Satchelliella borealis
Satchelliella borealis är en tvåvingeart som först beskrevs av Berden 1954.  Satchelliella borealis ingår i släktet Satchelliella och familjen fjärilsmyggor. Arten är reproducerande i Sverige. Inga underarter finns listade i Catalogue of Life.